# Nokia (cidade)
Nokia é uma cidade finlandesa, situada na região da Pirkanmaa, na província da Finlândia Ocidental, a cerca de 15 km de Tampere. Esta conta com uma população de 30 755 habitantes (Junho de 2008) e a sua superfície é de 347,77 km² (dos quais 59,58 km² são água). A sua densidade populacional é de 106,70 hab/km² (2008).
Nokia é uma cidade industrial e ficou conhecida por ser berço e ter dado nome a uma das maiores fabricantes de telemóveis do mundo, a Nokia.
A empresa foi fundada em 1865 por Fredrik Idestam, estando ligada inicialmente à actividade de produção de papel.

## Imagens de Nokia

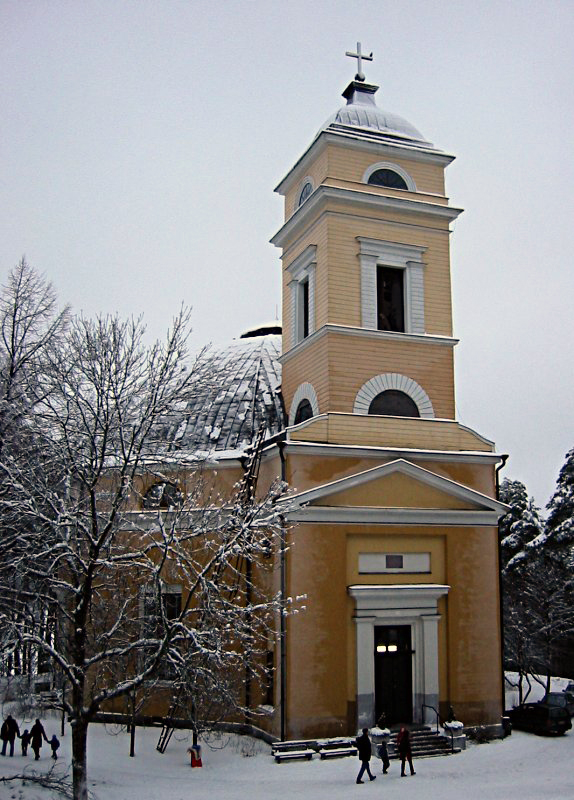
Igreja de Nokia
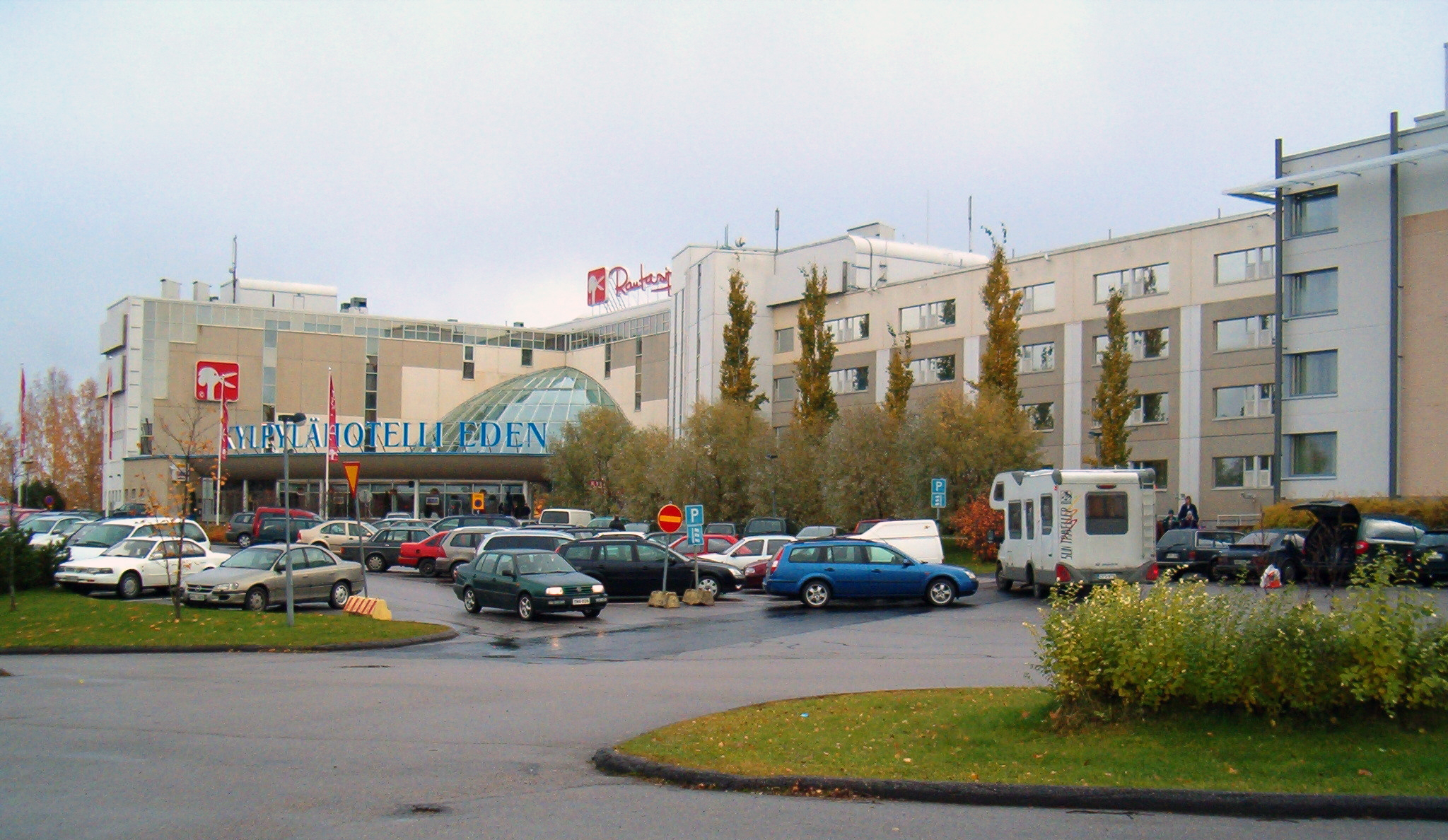
Kylpylähotelli Eden
Brasão da cidade